# 葉時章
葉時章（1612年—1695年），字稚斐，以字行，號牧拙生，直隸蘇州府吳縣人，清朝初期劇作家。祖父葉初春為明朝萬曆吳中三諫之一。

## 生平
葉時章來自吳中葉氏洞庭西山支頭嶺派。祖父葉初春，父葉登仕，母張氏。葉時章年輕時志於舉業，明清鼎革後，淡泊功名，詩文之暇，寄情於聲歌詞曲。曾經避兵安溪，見鄉民捕魚為業者受制於勢豪，愁苦萬狀，因感作《漁家哭》，不料因此得罪勢豪，被訟於官，株連其長子同陷囹圄，幸虧其次子、三子奔走營救，始得昭雪。至此，葉時章看透世事，晚年奉佛，研究梵典。康熙三十四年（1695年）卒，享年八十四歲。

## 作品
存世
- 《琥珀匙》
- 《英雄概》
- 《清忠譜》（與李玉、畢魏、朱㿥合撰）
- 《四大慶》（與丘園、朱㿥、盛際時合撰）

佚作
- 《開口笑》
- 《遜國疑》
- 《人中人》
- 《八翼飛》
- 《三擊節》
- 《女開科》
- 《歸去來》
- 《漁家哭》
- 《後西廂》（葉時章作八折而病，朱雲從補成）

曲譜
- 列入沈自晉《重定南詞新譜》「參閱姓氏」